# Beyerita
La beyerita és un mineral de la classe dels carbonats. Rep el seu nom en honor d'Adolph Beyer (1743-1805), enginyer de mines de Schneeberg, a Saxònia, que va reconèixer l'aparació d'un carbonat de bismut en la natura, la bismutita, la qual és visualment indistingible de la beyerita i la kettnerita.

## Característiques
La beyerita és un carbonat de fórmula química CaBi₂O₂(CO₃)₂. Cristal·litza en el sistema ortoròmbic.
Els cristalls apareixen en forma de plaques rectangulars primes, amb la cara {001} grossa, modificada per la {111}, i mesuren fins a 0,5 mm, s'agrupen en rosetes i agregats subparal·lels; comunament tenen aspecte compacte terrós, en froma de pel·lícules primes i massiva. La seva duresa a l'escala de Mohs és 2 a 3.
Segons la classificació de Nickel-Strunz, la beyerita pertany a «05.BE - Carbonats amb anions addicionals, sense H₂O, amb Pb, Bi» juntament amb els següents minerals: shannonita, hidrocerussita, plumbonacrita, fosgenita, bismutita i kettnerita.

## Formació i jaciments
La beyerita és un mineral secundari rar que apareix en dipòsits minerals hidrotermals i pegmatites granítiques, formada per l'alteració dels sulfurs i sulfosals que contenen bismut. S'han trobat jaciments de beyerita arreu del món. Als territoris de parla catalana ha estat descrita a la mina Eureka (La Torre de Cabdella, Pallars Jussà) i a les pedreres de Gualba (Vallès Oriental).
Sol trobar-se associada a altres minerals com: bismutita, bismutostibiconita, atelestita, preisingerita, pucherita, eulitina, namibita, clinobisvanita, bismutotantalita, bismutinita i bismut.